# My Blueberry Nights
My Blueberry Nights (Noches púrpura, en algunos países hispanohablantes) es una película del director de cine hongkonés Wong Kar-wai estrenada en 2007. Está protagonizada por Norah Jones, Jude Law, Rachel Weisz, Natalie Portman y David Strathairn. 

## Reparto
- Norah Jones como Elizabeth/Lizzie/Beth.
- Jude Law como Jeremy.
- David Strathairn como Arnie Copeland.
- Rachel Weisz como Sue Lynne Copeland.
- Natalie Portman como Leslie.

## Estructura narrativa
La estructura narrativa es lineal en su temporalidad, fácil de entender su discurrir. En un primer momento, la narración corre por cuenta de Jeremy, desde su restaurante, donde comienza la interacción con Lizzy. En el segundo momento, es Lizzy quien se encarga de la narración, al decidir viajar por diferentes lugares de los Estados Unidos —salvo algunas anotaciones de narración hechas por Jeremy—.
Así, el eje dramático de la historia se presenta a partir de la decisión de Lizzy de tratar de superar su pasado personal y afrontar su nuevo presente, después de una ruptura amorosa, lo que la llevará a una reflexión individual y a una etapa post-duelo en la búsqueda de su felicidad y tranquilidad. Durante dicha búsqueda y a través del trasegar por el país, se irá encontrando con personas que de uno u otro modo complementan su aprendizaje: desde Jeremy, un joven que al igual que Lizzy tuvo una decepción amorosa y continúa atado a ella, demostrado metafóricamente a través de la conservación de unas llaves que representan dicho pasado. Incluso la metáfora de la cámara de seguridad como un elemento que deja ver la mentalidad de Jeremy quien gusta de observar las grabaciones una y otra vez; un confinamiento en el pasado y apegado profundamente en lo ya sucedido, en lo que ya pasó.
En el mismo lugar, Lizzy encontrará como, al igual que ella, existen muchas relaciones de pareja que sufrieron la frustración amorosa —cuestión expresada desde el jarrón en el restaurante donde se guardan muchas llaves olvidadas y con ello, sentimientos, nostalgias, desilusiones; muchas decepciones acumuladas—. Lizzy pues empezará un proceso en donde irá comprendiendo y encontrando la posibilidad de afrontar un nuevo presente, tratando de dejar atrás todo malestar sentimental. La comida también representa una metáfora interesante en la narración, pues con el gusto de Lizzy por aquellos pasteles que casi no gustan al público del restaurante, ella irá encontrando la oportunidad de que se puede superar su pasado —amargo y rechazado como el pastel— pero al final, hallando un sabor agradable en medio de todo.
Es pues en su viaje, que Lizzy se irá encontrando con demás personajes, esta vez Arnie, cliente de un bar en Tennessee —lugar donde ahora ella trabaja—, una persona también con una decepción amorosa, atada a un pasado triste, y sumergida en el alcohol como único refugio para su soledad. Dicho hombre es referente para Lizzy, pues a pesar de tener un presente diferente, sigue atado a su pasado sin poder alejarse de él. Aquí de nuevo entra en escena una metáfora interesante: Arnie, por su adicción al alcohol, pertenece a un grupo de rehabilitación para personas de este tipo. En dicho programa se le entregan unas fichas a cada persona cada vez que deciden tomar la iniciativa de dejar la bebida; Arnie, introduce su mano en el bolsillo y delante de Lizzy saca un cúmulo de fichas, muestra de sus iniciativas por cambiar, pero así mismo de su confinamiento en el pasado al no poder conseguir la superación de sus problemas personales y seguir todavía preso del ayer.
Es interesante también la participación de Sue Lynne —exesposa de Arnie— quien pese a haber amado a su marido, ha encontrado nuevas alternativas para su presente, superando su pasado y encontrando un nuevo tipo con quien relacionarse —a diferencia de Arnie, quien sigue reclamando a Sue Lynne como exesposa, a pesar del divorcio—. A Sue Lynne su pasado no la atormenta tanto y dicha actitud se verá reforzada luego de la muerte trágica de Arnie, al momento en el que Lizzy —por orden de su jefe en el bar— le pretende cobrar las deudas que su exmarido dejó en el bar. Sue Lynne se resiste a cancelar, aduciendo —un tanto ebria y alterada— que ahora ella ya no tiene nada que ver con él, y por consiguiente no es responsable de los asuntos de su exmarido. Actitud que se termina por definir días luego cuando Sue Lynne, en un tono mucho más calmado, decide cancelar dicho cobro, a manera de noble reconocimiento a la memoria de Arnie, pero al mismo tiempo sin necesidad de estar ligada a él o a su pasado; libre pero en calma. Sin duda alguna, actitud de ejemplo e inspiración para el aprendizaje de Lizzy.
El último personaje como elemento clave de narración y articulación con el eje dramático de la historia es Leslie, una joven totalmente despreocupada de su pasado, arriesgada, temeraria —demostrado en su manera de apostar en los juegos de casino—, sin avatares, ni inquietudes, de actitud tranquila con su pasado personal, cuestión que se expresa al momento del fallecimiento de su padre, con la intención de recordarlo afectuosamente conservando el auto que él le dio, pero igualmente sin condenarse así misma por no haber estado con su padre al momento de su muerte. En síntesis, en calma consigo misma, y sin ningún tipo de culpabilidad ni resentimiento por el pasado; más bien con un buen recuerdo sobre él. No es curioso que el encuentro y la relación de Lizzy junto a Leslie se dé la mayoría del tiempo en carretera (road movie) y en sitios abiertos, como metáfora de la libertad, del camino sin fin, del ir adelante sin mirar atrás, de ir hacia donde el camino te lleve sin importar lo transcurrido.
Jeremy hacia el final de la película tendrá también su propia curación y aprendizaje, al superar su duelo personal: es así como decide no seguir conservando las llaves olvidadas de sus clientes, y sus propias llaves —que reflejan su pasado—. Este es ahora un Jeremy que no permanece confinado en el pasado, razón que se expresa nuevamente con la metáfora de las llaves.
En resumen, para la cuestión narrativa del filme, la participación e interacción de los personajes mencionados permiten el desenvolvimiento de la vida de Lizzy y su propio aprendizaje y conclusión de lo que es el eje dramático de la película: su sentimiento de tristeza por el rompimiento de una relación amorosa y la manera de afrontarla, superando lo ya sucedido.

## Montaje
Se trata de una propuesta fílmica que posee transiciones y fundidos a negro, como alternativa de montaje para ir dando curso a la narración; ello nos permite entender —en el caso de los fundidos— de la terminación de un capítulo en la narración de la historia, y el comienzo de un nuevo momento en el desarrollo de los acontecimientos de los personajes. Las transiciones encadenadas hacen que el montaje del filme sea más sutil y precisamente se encadenen las escenas determinadas dentro de un mismo interés o discurrir de los hechos. Así mismo con el pasar de la historia se generan intertítulos (día 1, día 2, día 300)  como herramienta para la comprensión clara de las elipsis del relato y un entendimiento más preciso del transcurrir de la narración, gracias también a la incursión de imágenes complementarias (el trayecto del Metro de un extremo a otro, el amanecer, la puesta del sol en el anochecer) que permiten comprender el transcurso de tiempos cortos, entre un día y otro (elipsis).

## Lenguaje cinematográfico
Son constantes los planos en donde se enfocan a los personajes a través de un objeto: a través del vidrio del restaurante, a través de las cortinas del bar. Este enfoque da la impresión de estar observando una faceta muy íntima y muy profunda en el relato, momentos en donde se exploran los sentimientos de los personajes que hacen sentir la presencia de una cámara que pretende fisgonear, (algunos travellings horizontales a través de la ventana, medio enfocando y medio observando) y tratar de ir al interior de deseos, pasiones, sentimientos profundos; como también la noción de intimidad de los personajes. Dicha cuestión se nota también a través del uso de imágenes de tiempo lento (ralentí) que sumergen al espectador en una atmósfera de significativo valor, momentos cruciales en la narración en donde hacen presencia estos sentimientos y pareciera como si el tiempo tratara de detenerse. La utilización del ralentí, junto al uso de una música nostálgica, cargada de sentimentalismo, hace que se genere dicha atmósfera y dicha impresión en el espectador.

## Puesta en escena
Es impresionante el uso del color en las escenas: una explosión de colores satura las locaciones, y ello es lo más destacado en la película, ya que resulta un filme —visualmente hablando— muy bonito y agradable de observar: colores nítidos y brillantes, luces de neón, no solo en las escenas de interiores sino también en espacios abiertos. Sin duda alguna el director logra generar un gran trabajo de fotografía, pues la calidad del color va más allá de proporcionar escenas de color, color y color, ya que lo que alcanza es una mezcla tecnicolor interesante, entre la gama de colores de las escenas, incluso en el vestuario de los personajes, y en los elementos que forman parte de las escenas, tanto en el restaurante, como en el bar, el casino, y los paisajes externos en la carretera.
La poesía no podía estar alejada del filme, pues es en el final de la cinta donde se solucionan los asuntos de Lizzy y surge la posibilidad clara de un presente tranquilo y feliz, solucionando su pasado, tanto para ella como para Jeremy: qué mejor metáfora de la unión, de lo agradable, de lo delicioso, y de lo atractivo de la felicidad que la metáfora del beso, expresada en la unión de unas cremas de comida. Lindo, colorido y sabroso final, tanto para los protagonistas de la historia como para la misma película.